# José Ricalde Pereira de Castro
Frei Doutor José Ricalde Pereira de Castro (São Tiago de Carreiras, 1 de Novembro de 1715 - ), baptizado com o nome de Santos José Ricalde, foi um clérigo e juiz português.
Era freire da ordem de S. Bento de Avis.
Foi nomeado em 14 de Agosto de 1748 deputado do Tribunal da Inquisição e a 19 de Fevereiros de 1789 do Conselho Geral do Santo Ofício e do Conselho de El-Rei e comissário geral da Junta da Bula da Santa Cruzada, desembargador do Paço, chanceler-mor do Reino (1783-1793), procurador das Ordens Militares e  Casa do Infantado, prestamario de Gontinhães e cónego da Colegiada de Guimarães (1769), deputado da Junta das Confirmações Gerais.

## Biografia
Um seu contemporâneo, Porto Pedroso, chama a atenção que ele "vai sucedendo aos empregos de seu tio D. Frei Sebastião Pereira de Castro" (que era irmão de seu pai e que "fez as vezes de 1.º Ministro de El-Rei D. João V, e algum tempo de D. José").
Inclusive, chegaram andar os dois mais seu sobrinho Francisco no Seminário Patriarcal e a morar todos juntos no edifício conhecido por Casas da Costa do Castelo e depois por Palácio Vila Flor, em Lisboa. Este tinha vindo parar às mãos da mulher do seu pai, que o receberia pela herança da família Cirne, e após a morte de João Rebelo de Cirne Peixoto pai dela.
Licenceia-se em Leis, em 1741, na Universidade de Coimbra. Voltará lá para se formar ou doutorar em Matemática, Direito e novamente em Leis.
Ele e seu sobrinho igualmente desembargador, Francisco de Abreu Pereira de Meneses, durante anos, de 1731 a 1767, organizaram o chamado "culpeiro" para o Tribunal do Santo Ofício, a Inquisição de Lisboa.
Por decreto interno de 30 de Junho de 1767 é designado como visitador da Santa Casa da Misericórdia de Lisboa.
Em 1768 era o autor do «Edital do Em.mo e Rev.mo Cardeal Patriarca de Lisboa, em que declarou que neste patriarcado não tinha lugar a proibição de ovos e lacticínios no tempo da Quaresma, etc. Publicado por ordem do Senado da Câmara de Lisboa».
Foi um dos membros indigitados para a Junta de Providência Literária, em 2 de Dezembro de 1770 ainda em funções em 1772, encarregada da reforma universitária após a expulsão dos jesuítas de Portugal. Tendo sido um dos, conjuntamente com o Marquês de Pombal e outros que faziam parte do seu chamado "Conselho Pombalino", que compilou o «Compêndio Histórico do Estado da Universidade de Coimbra no tempo da invasão dos denominados Jesuítas e dos estragos feitos nas ciências e nos professores e diretores que a regiam pelas maquinações e publicações dos novos estatutos por eles fabricados», de 1771.
Segundo Camilo Castelo Branco, que embora não seja seu contemporâneo, demonstra ter muito má opinião dele e a favor de Pombal, ao contrário do Marquês de Resende que lhe dá opinião de santo, conta que ele será um dos signatários que condenará João Baptista Pele por ter atentado contra o rei D. José I de Portugal. Provavelmente já não aprovará a condenação dos Távora, acto que se lhe seguiu, como mais tarde veremos.
Na qualidade de secretário e procurador de D. Pedro III estará na base do acompanhamento da construção de várias e importantes obras na cidade de Lisboa, fazendo acordos com os mestres de obras e restantes mestres de ofícios, para a Família real, entre 1761 e 1778, desde o início das mesmas. Isso aconteceu, nomeadamente, com a capela do Palácio de Queluz, com a basílica, convento e palácio da Estrela e a Igreja de Santa Luzia e de São Brás.
Em 1783, uma sua afilhada, a filha de João Dias Tallaia Sotto Maior e o mesmo que já lhe tinha dedicado uma ode, dirige-lhe um discurso que é impresso e publicado
Nesse mesmo ano, a 31 de Maio, foi nomeado Chanceler-mór do Reino para substituir António Freire de Andrade Encerrabodes recentemente falecido.
Apesar de suas importantes funções durante o ministério do Marquês de Pombal, escapou às maiores represálias na mudança do reinado, no chamado movimento da "viradeira".
Pelo contrário até terá saiu muito valorizado, pois tinha sido a ele que tinha calhado a sorte de organizar a alegação jurídica para a defesa das razões para a aclamação e tomada de posse da D. Maria I do lugar de rainha, de pleno direito. Com a morte do rei D. José, seu pai, era a primeira vez que uma senhora tomava tamanha responsabilidade no Reino de Portugal. Este jurista não só o fez com total sucesso, contrariando a vontade do Pombal que, estrategicamente oponha-se a essa decisão, pretendia seguir a ordem sálica que obrigava a reinar apenas um herdeiro que fosse varão (masculino), como apresentou um extenso discurso de aclamação na própria cerimónia pública do "Levantamento ao Trono" da Rainha, no dia 13 de Maio de 1777, abordando esse aspecto vencedor pela primeira vez em Portugal, que foi muito bem aceite e reconhecido.
Assim, pela sua lealdade à rainha, terá o gosto de ver valorizado o património da sua nobre condição quando o seu sobrinho varão, chefe da sua família, Sebastião de Abreu Pereira Cirne Peixoto, é agraciado com o senhorio de Lanheses, ascendendo esta a vila com concelho.
Mais tarde surge como um dos poucos conselheiros que faziam parte da junta, denominada “nocturna”, que acompanhava a acção governativa da rainha, exercendo função de assessoria política.
"Foi o relator da junta revisionista do Processo dos Távoras, constituída por vinte e cinco magistrados a 9 de Outubro de 1780, que por sentença de 23 de Maio de 1781 se pronunciou pela inocência dos Marqueses de Távora, de seus filhos e do Conde de Atouguia, embora confirmando a culpa do Duque de Aveiro".
Faz ainda em Janeiro de 1793, o registo das leis na Chancelaria-Mor da Corte e Reino.
É igualmente da sua autoria uma publicação, da oficina de António Rodrigues Galhardo, editada em 1789, que deu o título de «Carta de Ley» que aborda a questão das Ordens Militares, os seus usos e costumes, os trajes e as insígnias, como forma de restabelecer a autoridade e dignificação das mesmas.

## Dados Genealógicos
Era filho bastardo e legitimado de:
- José Pereira de Brito e Castro,[41][7] coronel de infantaria paga, governador do castelo de Viana do Lima senhor do Paço de Lanheses, apresentador da abadia de Santa Eulália de Lanheses.[42]
- Pascoa Sousa, solteira, baptizada a 22 de Abril de 1691 em São Pedro de Arcos, filha de Domingos Fernandes, natural de Geraz do Lima, e de Catarina de Sousa,[2][43] natural de São Pedro de Arcos.[44]

Como nota é interessante referenciar, que em sua vida, convivia consigo um seu sobrinho-neto (filho do seu sobrinho mais velho Francisco de Abreu Pereira Cirne Peixoto) que se pode confundir com ele pois era-lhe completamente homónimo, mas, que da sua vida "não reza a história" excepto que, em 1782, teve a mercê de moço fidalgo e que, quando morreu novo, tinha ascendido ao posto militar de alferes.